# 市野深
市野深（いちのふか）は、茨城県つくばみらい市にある地名。郵便番号は300-2341。
　

## 概要
つくばみらい市の南部に位置し、地域内を茨城県道46号野田牛久線や豊体との境に沿って茨城県道130号常総取手線が通る。つくばみらい市立伊奈中学校が所在する。茨城県道46号野田牛久線沿いに豊体の地域から連なって、住宅や商店が点在しており、その周りを農地が囲んでいる地域である。市野深の北部に新戸の飛地があり、その飛地を挟んで市野深の飛地も存在する。
東と北を小張、西と南は豊体、東は福田、西と東に新戸に挟まれて接している。

## 世帯数と人口
2017年（平成29年）8月1日現在の世帯数と人口は以下の通りである。
| 大字   | 世帯数 | 人口  |
| ------ | ------ | ----- |
| 市野深 | 70世帯 | 215人 |

## 交通
首都圏新都市鉄道つくばエクスプレスみらい平駅や常磐線取手駅を結ぶ路線バスと、つくばみらい市コミュニティバス｢みらい号｣が地域内を走っている。
路線バス
地域内には「伊奈（中）入口」、「市野深」、「市野深入口」の3つの停留所がある。
| 系統 | 主要経由地                | 行先       | 運行会社 |
| ---- | ------------------------- | ---------- | -------- |
|      | 山王新田・大橋・白山8丁目 | 取手駅西口 | ■関鉄    |
|      | 小張・高波・みらい平駅    | 谷田部車庫 | ■関鉄    |
|      | 小張・筑波ゴルフ場・高岡  | 谷田部車庫 | ■関鉄    |
|      | 小張・高波                | みらい平駅 | ■関鉄    |

コミュニティバス
地域内には「市野深」、「市野深入口」の停留所がある。
| 系統 | 主要経由地                                       | 行先           | 運行会社 |
| --- | ------------------------------------------------ | -------------- | -------- |
| 南（右） | 小張・愛宕住宅前・高波                           | 循環みらい平駅 | ■関鉄    |
| 南（左） | 守谷駅東口・きらくやまふれあいの丘・板橋小学校前 | 循環みらい平駅 | ■関鉄    |
| 備考 - 循環は循環路線 - 南（右）は、つくばみらい市コミュニティバスの系統。南は南ルート、（右）は右回りを意味する。 |                                                  |                |          |

## 小・中学校の学区
市立小・中学校に通う場合、学区は以下の通りとなる。
| 番地               | 小学校                     | 中学校                     |
| ------------------ | -------------------------- | -------------------------- |
| 豊体寄りの一部地域 | つくばみらい市立豊小学校   | つくばみらい市立伊奈中学校 |
| 他の地域           | つくばみらい市立小張小学校 | つくばみらい市立伊奈中学校 |

## 施設
- つくばみらい市立伊奈中学校
- 市野深公民館